# Нитокрис

Нитокрис (Нейтикерт, Нитигрет, Нитокрида) — царица Древнего Египта, правившая приблизительно в 2151 — 2150 годах до н. э. Согласно Манефону, последняя из VI династии. Её имя приводят Геродот и Манефон, однако Нитокрис не упоминается ни в одном древнеегипетском источнике, поэтому в её историчности отдельные египтологи сомневаются, считая её вымышленным персонажем.

## Упоминание в источниках
Геродот, писавший в V веке до н. э., рассказывает, что египетские жрецы прочли ему папирус с перечнем своих царей со времён Менеса и что среди них была женщина по имени Нитокрис. Они рассказали ему, что она заняла трон после своего брата-фараона, которого убили его слуги, и что убийцы впоследствии посадили её на престол. И вот Нитокрис во время своего правления повелела воздвигнуть сооружение на берегу реки, в месте, которое затапливалось в период разлива Нила. Похоже, под полом этого сооружения находилась крипта, или «подземный покой», видимо похожий на те, что находятся в храме в Дендере, только больше по размеру. Следует предположить, что окружавшая царицу группа придворных, замешанных в убийстве, со временем начала проявлять по отношению к ней такую же враждебность, какую проявляли к её брату. Поэтому Нитокрис приняла решение отомстить им. Задумав возмездие, она велела прорыть тайный канал, который привёл бы воды разлива прямо в здание. Затем она пригласила туда вероломных вельмож на церемонию коронации и, хитростью заманив их в крипту, неожиданно захлопнула над ними люк и впустила воду. Утопив изменников, она заперлась в комнате и покончила жизнь самоубийством. «Вот всё, что рассказывали жрецы об этой царице», — пишет Геродот. Весьма вероятно, что данная история основана на реальных событиях и соответствует народным преданиям о смутах в конце Древнего царства.
В Туринском папирусе (IV колонка, 7 строка) значится имя Нейт–окри(т), что, несомненно, соответствует Нитокри(с), упоминаемой в трудах Геродота и Манефона. Это имя женщины, поскольку оно включает имя богини Нейт, а также t — показатель женского рода — в конце после okri. Имя означает «Нейт превосходная».
Манефон, писавший свой труд в III веке до н. э., ставит Нитокрис в конце VI династии и пересказывает бытовавшее в его время предание о том, что именно Нитокрис построила третью пирамиду в Гизе, иными словами пирамиду, которую на самом деле возвёл фараон IV династии Менкаура (Микерин). Это трудно поддаётся объяснению, хотя можно предположить, что третья пирамида во времена XXVI династии подверглась некоторой реставрации. Известно также, что во времена XXVI династии жила царица, носившая такое же имя, которая, возможно, каким-то образом была связана с этой работой. Видимо по ошибке и саму пирамиду приписали ей, а впоследствии — Нитокрис, жившей ранее. Однако история на этом не заканчивается. Во времена фараона XXVI династии Априя в Египте жила знаменитая лесбосская гетера Родопис, которая скопила значительное состояние. Впоследствии появилась легенда, будто она построила третью пирамиду на свои неправедно добытые доходы. Геродот услышал эту историю, будучи в Египте, и приложил некоторые усилия, чтобы доказать её ложность. Современные историки это объясняют так. Греки могли называть Сфинкса, находившегося близко к третьей пирамиде, Родопис (букв. Румянолицая), так как его лицо было покрыто красной краской, и они, без сомнения, считали его изображением женщины. Благодаря смешению этого названия с именем знаменитой гетеры и появилась эта нелепая история.
Каким бы ни было объяснение, Манефон, видимо, слышал этот рассказ. Решив, что Нитокрис действительно построила эту пирамиду, он описывал эту царицу так, как будто говорил о гетере. Он сообщает, что царица была очень красивая, у неё были светлая кожа и румяные щёки. Он также называет её «храбрейшей из всех мужчин своего времени», но в данном случае, думается, он имел в виду ту древнюю и, возможно, соответствующую истине историю о её возмездии и самоубийстве.
Таким образом, царицу VI династии стали отождествлять с гетерой, жившей во времена XXVI династии, и в таком качестве она вошла в легенды Средневековья. О ней слышал арабский историк аль-Муртади, который рассказывает, что в его времена верили, будто третью пирамиду часто посещало привидение в виде прекрасной обнажённой женщины. Многие люди видели, как она бродила вокруг сооружения в полдень или на закате. Иногда она являлась какому-нибудь прохожему и улыбалась ему так, что он устремлялся к ней. Тогда она завлекала его к себе и внушала такую сильную страсть, что он терял разум, следовал за ней в пустыню и пропадал там.
Эратосфен, в избранном перечне царей, упоминает Нитокрис под именем Афина Победоносная (др.-греч. Ὰθηνᾱ νικηφόρος, № 22). Это имя, несомненно, является переводом египетского «Нейт превосходная» на греческий лад. Богиня Нейт прямо ассоциировалась в представлении греков с их богиней Афиной. Эратосфен отводит ей 6 лет правления. Манефон утверждает, что Нитокрис была у власти 12 лет.

## Имя Нитокрис
| G39 | N5 |

| G39 | N5 |

| Ca1 | N35 · X1 · Z5 | M17 | N29 · D21 | X1 · Z4 | G7 | Ca2 |

| Ca1 | N35 · X1 · Z5 | M17 | N29 · D21 | X1 · Z4 | G7 | Ca2 |

| VI династия                |                                                           |                      |
| Предшественник: Меренра II | царица Египта ок. 2219 — 2150 до н. э. (правила 1—10 лет) | Преемник: Нечерикара |

## Образ в популярной культуре
- В опере Террадельеса «Сезострис» — жена фараона.
- Говард Лавкрафт изображал Нитокрис как повелительницу нежити — восставших мертвецов и шагающих мумий, поныне пребывающих в коридорах под пирамидой Хеопса («Заточённый с фараонами», «Изгой», «Сторонний»).
- Рассказ Теннесси Уильямса «Месть Нитокрис» был посвящён пересказанной Геродотом легенде.
- Нитокрис в качестве жены фараона Меренра II фигурирует в романе египетского писателя Нагиба Махфуза «Родопис Нубийская» («Фараон и наложница»).
- Рассказ «Владычица мстящая», в книге Жюльетты Бенцони «Любовь и корона», посвящён царице Нитокрис.